# Observatoř Harvardovy univerzity
Observatoř Harvardovy univerzity (anglicky Harvard College Observatory - HCO) je instituce spravující komplex budov a přístrojů používaných pro astronomický výzkum fakulty astronomie Harvardovy univerzity. Nachází se v Cambridge ve státě Massachusetts ve Spojených státech a byla založena v roce 1839. Se Smithsonovou astrofyzikální observatoří je součástí Harvard-Smithsonova centra pro astrofyziku.
V observatoři je umístěna sbírka přibližně 500 000 astronomických fotografických desek pořízených v období od poloviny 80. let 20. století do roku 1989 (mimo období 1953–1968), které tvoří jedinečný zdroj pro studium časových změn ve vesmíru. V současné době probíhá jejich digitální skenování a archivace.

## Dějiny

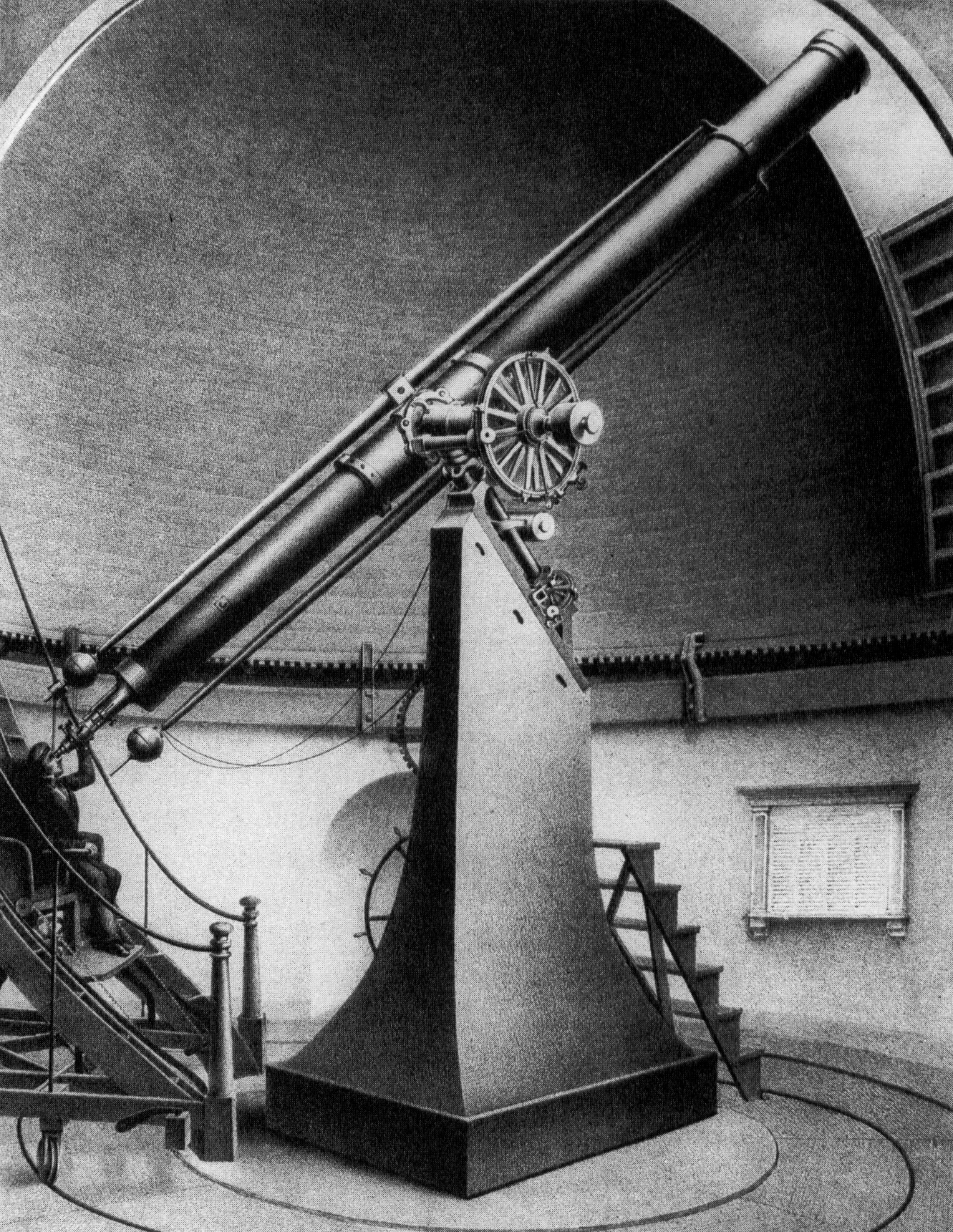
Kresba velkého refraktoru HCO

V roce 1839 Harvardská korporace (vedení univerzity) odhlasovala jmenování významného bostonského hodináře Williama Cranche Bonda „astronomickým pozorovatelem univerzity“ (bez mzdy). To dalo podnět k založení univerzitní observatoře. První dalekohled, 15palcový Velký refraktor, byl instalován v roce 1847. Tento dalekohled byl největší ve Spojených státech až do roku 1867.
V letech 1847 až 1852 Bond a průkopník fotografie John Adams Whipple pomocí velkého refraktoru vytvořili snímky měsíce, které jsou pozoruhodné svou jasností detailů a estetickou silou, za což získaly cenu za technickou dokonalost ve fotografii na Velké výstavě 1851 v Křišťálovém paláci v Londýně . V noci ze 16. na 17. července 1850 vytvořili Whipple a Bond první daguerrotypii hvězdy (Vega).
Observatoř Harvardovy univerzity je pro astronomii historicky důležitá, protože zde stěžejní výzkum vedoucí k spektrální klasifikaci hvězd provedla skupina žen včetně Annie Jump Cannonové, Henrietty Swan Leavittové, Cecilie Payne-Gaposchkinové, Williaminy Flemingové a Florence Cushmanové. Cannonová, Leavittová a Cushmanová byly původně najaty jako počtářky, aby prováděly výpočty a zkoumaly hvězdné fotografie, ale později jejich výpočty vedly k souvislostem, které tvořily samostatný vědecký výzkum.

## Publikace
Od roku 1898 do roku 1926 byla vydána řada bulletinů obsahujících mnoho významných objevů tohoto období. Ty pak byly nahrazeny oznámeními (Announcement Cards), které byly vydávány až do roku 1952.
V roce 1908 observatoř zveřejnila Revidovaný fotometrický katalog, který dal vzniknout HR hvězdnému katalogu, který nyní spravuje Observatoř Yaleovy university jako katalog jasných hvězd .

## Ředitelé
- William Cranch Bond 1839–1859
- George Phillips Bond 1859–1865
- Joseph Winlock 1866–1875
- Edward Charles Pickering 1877–1919
- Solon Irving Bailey 1919–1921 (úřadující ředitel)
- Harlow Shapley 1921–1952
- Donald H. Menzel 1952–1953 (úřadující ředitel); 1954–1966 (ředitel)
- Leo Goldberg 1966–1970
- George B. Field 1971–1972
- Irwin Shapiro 1983–2004 [5]
- Charles Alcock 2004–